# Esprits criminels : Unité sans frontières
Ne doit pas être confondu avec Esprits criminels ou Criminal Minds: Suspect Behavior.
Criminal Minds: Suspect Behavior Criminal Minds: Evolution
Esprits criminels : Unité sans frontières (Criminal Minds: Beyond Borders) est une série télévisée américaine en 26 épisodes de 42 minutes créée par Erica Messer, diffusée entre le 16 mars 2016 et le 17 mai 2017 sur le réseau CBS aux États-Unis et sur le réseau CTV au Canada.
C'est la deuxième série dérivée d’Esprits criminels, après Criminal Minds: Suspect Behavior.
En Suisse, la série est diffusée depuis le 28 août 2016 sur RTS Un, en France, elle est diffusée depuis le 1er septembre 2016 sur M6, en Belgique elle est diffusée depuis le 20 décembre 2016 sur RTL-TVI. Cependant elle reste encore inédite dans les autres pays francophones.

## Synopsis
Une unité internationale du FBI appelée IRT (de l'anglais International Response Team), est chargée d'aider et de résoudre des crimes impliquant des citoyens américains dans les pays étrangers.

## Distribution

### Acteurs principaux
- Gary Sinise (VF : Bernard Gabay) : agent spécial superviseur Jack Garrett, chef de l'Unité Internationale
- Alana de la Garza (VF : Chantal Baroin) : agent spécial superviseur Clara Seger
- Daniel Henney (VF : Anatole de Bodinat) : agent des opérations spéciales Matthew « Matt » Simmons
- Tyler James Williams (VF : Pierre Casanova) : Russ « Monty » Montgomery, analyste technique
- Annie Funke (en) (VF : Olivia Luccioni) : Dr Mae Jarvis, médecin légiste

### Invités
Note : Ici ne se listent que les personnages connus ou importants qui sont apparus dans la série, ainsi que les acteurs ayant une certaine notoriété.
- Joe Mantegna (VF : Hervé Jolly) : agent spécial David Rossi
- Kirsten Vangsness (VF : Laëtitia Lefebvre) : Penelope Garcia, analyste technique du Département des Sciences du Comportement
- Sherry Stringfield (VF : Emmanuèle Bondeville) : Karen Garrett, la femme de Jack
- Paget Brewster (VF : Marie Zidi) : agent spécial Emily Prentiss, chef d'unité

 Source et légende : version française (VF) sur RS Doublage et Doublage Séries Database

## Production

### Développement
En décembre 2014, CBS annonce la préparation d'une nouvelle série dérivée ainsi que l'épisode pilote (backdoor pilot) est diffusé le 8 avril 2015 lors de l'épisode 19 de la dixième saison (Touristes en danger) d’Esprits criminels, introduisant les nouveaux personnages de cette série.
Le 8 mai 2015, CBS commande cette nouvelle série dérivée sous son titre actuel.
Le 13 mai 2016, la série a été renouvelée pour une deuxième saison.
Le 14 mai 2017, CBS décide de mettre fin à la série.

### Attribution des rôles
Les rôles principaux ont été attribués dans cet ordre : Gary Sinise (Jack Garrett), Anna Gunn (Lily Lambert), Alana de la Garza, Annie Funke, Daniel Henney et Tyler James Williams.
En mai 2015, après avoir seulement tourné le pilote, CBS annonce le départ d'Anna Gunn de la série.

### Tournage
Pour des raisons logistiques, budgétaires et de sécurité, la production a formellement interdit tout déplacement de l'équipe de tournage à l'étranger. Alors que les enquêteurs sont censés agir partout sur la planète, tout a donc été entièrement filmé et tourné exclusivement en Caroline du Sud.

### Fiche technique
- Titre original : Criminal Minds: Beyond Borders
- Titre français : Esprits criminels : Unité sans frontières
- Création : Erica Messer
- Réalisation : Rob Bailey, Matt Earl Beesley, Laura Beesley, Colin Bucksey, Jeremiah S. Chechik et Félix Enríquez Alcalá
- Scénario : Christopher Barbour, Tim Clemente, Adam Glass, Ticona S. Joy, Matthew Lau, Erica Meredith et Erica Messer
- Direction artistique :
- Décors : Sandy Struth
- Costumes : Brittany Pask, Nickolaus Brown, John Patrick Doyle
- Photographie :
- Montage : Micky Blythe, Andrea Folprecht, Lise Johnson
- Musique : Steffan Fantini et Marc Fantini
- Casting : April Webster, Becky Silverman et April Webster
- Production : John L. Roman, Matthew Lau, Gary Sinise
- Production exécutive : Mark Gordon, Erica Messer, Nicholas Pepper et Adam Glass
- Sociétés de production : The Mark Gordon Company, CBS Television Studios et ABC Studios
- Société de distribution : CBS (télévision)
- Pays d'origine :  États-Unis
- Langue originale : anglais
- Format : couleur - 1,78:1 - son Dolby Digital
- Genre : policière, profilage criminel
- Durée : 42 minutes

 Sauf indication contraire, les informations mentionnées dans cette section peuvent être confirmées par la base de données cinématographiques IMDb,  présente dans la section « Liens externes ».

## Épisodes

### Première saison (2016)
1. Le Monde pour limite (The Harmful One)
2. Mauvais Karma (Harvested)
3. Les Insoumis (Denial)
4. Paris la nuit (The Lonely Heart)
5. Seppuku (Whispering Death)
6. Lune de miel en enfer (Love Interrupted)
7. Les Hommes bleus (Citizens of the World)
8. Le Massacre des innocents (De Los Inocentes)
9. D'amour et de haine (The Matchmaker)
10. Pretorius (Uqiniso)
11. Les Amants meurtriers (The Ballad of Nick and Kat)
12. Le Matador (El Toro Bravo)
13. Pour la vie d'un enfant (Paper Orphans)

### Deuxième saison (2017)
Elle a été diffusée du 8 mars 2017 au 17 mai 2017.
1. Le Prophète (Lost Souls)
2. Le Réveil du monstre (Il Mostro)
3. Le Souffle du diable (The Devil's Breath)
4. Aussi belle que moi (Pretty Like Me)
5. Les Travailleurs de l'ombre (Made In...)
6. Trafic (Cinderella and the Dragon)
7. La Santa Muerte (La Huesuda)
8. L'Ultime Combat (Pankration)
9. Échec au fou (Blowback)
10. Le Tueur à l'orchidée (Type A)
11. Un pied dans la tombe (Obey)
12. Abominable (Abominable)
13. Le Boucher de Riga (The Ripper of Riga)

## Accueil

### Audiences

#### Aux États-Unis
Après un bon démarrage à plus de 8 millions de téléspectateurs, la série a peu à peu perdu plus du tiers de son public, pour finir deux mois plus tard à 5,1 millions de téléspectateurs. Seul l'épisode six, Lune de miel en enfer (avec Autumn Reeser comme invitée), a enrayé le déclin, avec un score de 8 millions de téléspectateurs soit une nette progression de 18,59 % par rapport à l'épisode précédent.

#### Dans les pays francophones
En France
Le premier épisode a réalisé une moyenne de 3,76 millions de téléspectateurs, soit 16,20 % de la tranche d'âge cible.[réf. nécessaire]

## Pays visités
| Pays visités   | Villes visitées                            | Épisode                                                                                 |
| -------------- | ------------------------------------------ | --------------------------------------------------------------------------------------- |
| Barbade        | Bridgetown                                 | Touristes en danger (crossover avec Esprits criminels)                                  |
| Thaïlande      | Bangkok                                    | Le Monde pour limite (épisode 1, saison 1)                                              |
| Inde           | Bombay                                     | Mauvais Karma (épisode 2, saison 1)                                                     |
| Égypte         | Le Caire                                   | Les Insoumis (épisode 3, saison 1)                                                      |
| France         | Paris                                      | Paris la nuit (épisode 4, saison 1)                                                     |
| Japon          | Tokyo                                      | Seppuku (épisode 5, saison 1)                                                           |
| Belize         | San Pedro                                  | Lune de miel en enfer (épisode 6, saison 1)                                             |
| Maroc          | Casablanca                                 | Les Hommes bleus (épisode 7, saison 1)                                                  |
| Mexique        | Puerto Del Santos / Tijuana                | Le Massacre des innocents (épisode 8, saison 1) / La Santa Muerte (épisode 7, saison 1) |
| Turquie        | Antalya / Istanbul                         | D'amour et de haine (épisode 9, saison 1)                                               |
| Afrique du Sud | Johannesburg / Bloemfontein                | Pretorius (épisode 10, saison 1)                                                        |
| Cuba           | La Havane / Santiago de Cuba / Santa Clara | Les Amants meurtriers (épisode 11, saison 1)                                            |
| Espagne        | Pampelune                                  | Le Matador (épisode 12, saison 1)                                                       |
| Haïti          | Port-au-Prince                             | Pour la vie d'un enfant (épisode 13, saison 1)                                          |
| Tanzanie       | Dar es Salam / Arusha                      | Le Prophète (épisode 1, saison 2)                                                       |
| Italie         | Florence                                   | Le réveil du monstre (épisode 2, saison 2)                                              |
| Colombie       | Bogota                                     | Le souffle du diable (épisode 3, saison 2)                                              |
| Corée du Sud   | Séoul                                      | Aussi belle que moi (épisode 4, saison 2)                                               |
| Bangladesh     | Dacca                                      | Les travailleurs de l'ombre (épisode 5, saison 2)                                       |
| Singapour      | Singapour                                  | Trafic (épisode 6, saison 2)                                                            |
| États-Unis     | San Diego / Quantico                       | La Santa Muerte (épisode 7, saison 2) / Echec au fou (épisode 9, saison 2)              |
| Grèce          | Athènes                                    | L'ultime combat (épisode 8, saison 2)                                                   |
| Kirghizistan   | Bichkek                                    | Echec au fou (épisode 9, saison 2)                                                      |
| Taïwan         | Taipei                                     | Type A (épisode 10, saison 2)                                                           |
| Jamaïque       | Kingston                                   | Un pied dans la tombe (épisode 11, saison 2)                                            |
| Népal          | Katmandou                                  | Abominable (épisode 12, saison 2)                                                       |
| Russie         | Saint-Pétersbourg                          | Le boucher de Riga (épisode 13, saison 2)                                               |